# Sismographie des luttes
Sismographie des luttes. Vers une histoire globale des revues critiques et culturelles est un projet de recherche collective débuté en 2015, porté par Zahia Rahmani. Il recense environ mille revues critiques et culturelles non européennes ou de diasporas, sur deux siècles. Il renouvelle l’histoire des luttes coloniales et celle des périodiques.  

## Description
En 2015, Zahia Rahmani au sein de l’Institut national d’histoire de l’art lance un projet de recensement des revues non européennes, culturelles et critiques (qui ont élaboré un manifeste). Jusqu’alors, les anthologies de ce type omettaient l'Afrique, l’Asie ou le Moyen-Orient. Le choix pour ce projet a été d'omettre l'Europe et d'aller chercher les voix contestataires.  
Il s'agit d'un projet de recherche collective, multilingue et décentrée conduit à l’INHA dans le cadre du programme Globalisation, art et prospective. Les résultats de cette recherche démontrent la pertinence d’une histoire globale de l’art et permettent de témoigner de la dynamique intellectuelle, artistique et politique au cœur des empires coloniaux.  
Outre les dimensions archivistique et mémorielle, ce projet porte une dimension politique. Il donne une matérialité à l'objet revue en tant qu'objet d'art. Il donne une visibilité sur les idées et les engagements politiques et sociaux, minorés et effacés par les entreprises coloniales. Il renouvelle l’histoire des luttes coloniales et celle des périodiques.  
Le projet donne lieu à plusieurs objets : une base de données mise en place par l’INHA, une exposition itinérante réalisée par Zahia Rahmani, une publication en français en deux volumes, dont l’un en version anglaise également. L'objectif de partage et de large diffusion de cette recherche a motivé la production des données sur différents supports. Le projet a également donné lieu à des campagnes de numérisation et de sauvegarde de revues en collaboration avec des institutions à travers le monde.   
Sismographie des luttes recense un millier de revues non européennes ou de diasporas sur deux siècles, depuis 1817, avec la revue haïtienne L’Abeille Haytienne, jusqu’à l’effondrement du monde soviétique en 1991.  

## Portail mondial des revues
Le Portail mondial des revues est un site développé par le domaine Histoire de l'art mondialisée à l'INHA. Son contenu est recensé sur Agorha, base mutualisée de l'INHA. Le portail est mis en ligne en juin 2020.
Le portail permet de consulter les notices précises et détaillées de chaque revue. De nombreux index, par auteurs, régions, sujets ou langues facilitent la navigation. Trente-six revues féministes, trente-huit sur la créolisation, trente et une sur le panafricanisme, etc., sont recensées. On compte par exemple la revue féministe japonaise Seito, de 1911, qui défend l’homosexualité, la drogue, l’avortement. 
La carte géographique interactive des revues permet de situer géographiquement et de naviguer d'une région à l'autre. La carte relationnelle des revues et des acteurs permet de visualiser les liens entre les revues, les auteurs et les autrices présentes dans la base. Les deux cartes permettent de visualiser la circulation des idées et des personnes à l’échelle globale. 
Ce portail permet d'accéder à des collections entières de revues numérisées. 650 revues sont numérisés dans différentes bibliothèques du monde. Toutefois, elles ne sont pas toutes en libre accès. Le projet défend le libre accès à ces revues, parce que ces histoires de luttes sont la propriété de leurs peuples. Le libre accès s'oppose à la patrimonialisation. Par exemple, consulter la revue ougandaise Transition nécessite de payer un abonnement à Harvard qui a acheté le fonds.

## Installation
Zahia Rahmani propose une installation élaborée à partir de 800 documents d’archives, projetant textes, manifestes, couvertures de revues, œuvres graphiques et photographies. Ce montage vidéo-sonore est accompagné de vitrines permettant de voir plusieurs de ces revues. L'installation montre la matérialité des revues comme moyen de lutte contre les dominations.   
Elle est présentée pour la première fois dans la galerie Vivienne, à Paris, en novembre 2017. Elle est ensuite présentée à Dakar, Rabat, Marseille, Toulouse, New York, Beyrouth. En 2021, elle est présentée au Centre Pompidou à Paris. L'installation est à chaque fois contextualisée en fonction du lieu où elle est installée. En 2023, elle est présentée à Pittsburgh dans le cadre de Carnegie International. 

## Publications
Le projet Sismographie des luttes donne lieu à la publication de deux volumes en coédition entre l'INHA et les Nouvelles Éditions Place. Le premier volume, Épicentres, présente la conception du projet et présente de façon chronologique, sous forme de frise sous-divisée en coninents, les revues concernées en lien avec les événements historiques, politiques et socio-culturels qui ont marqué ces époques. Sur une même double page, on peut ainsi retrouver des revues autochtone d’Amérique, égyptienne, malgache, syrienne, vietnamienne et kurde. Ce volume est richement illustré et comprend les traductions de manifestes de revues. 
Le deuxième volume, Répliques, rassemble des essais critiques qui donnent des clés de lecture de l’histoire de ces revues, présentent les contextes historiques et culturels de leurs créations, et en décrit les enjeux esthétiques et politiques.

### Liste des auteurs et collaborateurs
Cette publication est un projet de recherche collective qui a impliqué des critiques, des historiennes et des chercheurs, parmi lesquels :
- Isadora de Ataíde Fonseca, Université de Lisbonne
- Dominique Berthet, Université des Antilles
- Marie Boivent, université Rennes-2
- Philippe Bouba, université de Perpignan Via Domitia
- Annett Busch, Kunstakademiet/Trondheim
- Jean-Claude Carpanin Marimoutou, Université de La Réunion
- Rachel Danon, Université Peleforo Gon Coulibaly
- Clémentine Deliss, curatrice et historienne culturelle
- Jacqueline Estran, Université Lyon-3
- Catherine Fhima, EHESS
- Sarah Frioux-Salgas, musée du Quai Branly
- Daniel Iglesias, Université Lille-3
- Lyn Innes, University of Kent
- Christine Lévy, université Bordeaux-Montaigne
- Céline Mansanti, Université Picardie-Jules-Verne
- Patrick Maurus, INALCO
- Didier Monciaud, GREMAMO/Université Paris-7
- Rasha Salti, History of Arab Modernities in the Visuals Arts, Beyrouth
- Gisèle Sapiro, CNRS
- Nelly Schmidt, CNRS
- Ibrahim Seydo Aydogan, INALCO-Cermom
- Maria Francesca Rondinelli, Université Grenoble-3 et La Sapienza-Rome
- Maud Houssais, curatrice
- Fatima Zahra Lakrissa, musée Mohammed VI, Rabah
- Tiphaine Samoyault, Université Paris-3
- Ch  ng- ài Võ, Asia Art Archive
- Elvan Zabunyan, Université Rennes-2

### Ouvrages
- Zahia Rahmani, Sismographie des luttes : épicentres : vers une histoire globale des revues critiques et culturelles, XIXe – XXe siècles, Paris, Nouvelles éditions Place et Inha, 2021, 206 p. (ISBN 978-2376280873)
- Zahia Rahmani, Sismographie des luttes : répliques, Paris, Nouvelles éditions Place et Inha, 2021, 206 p. (ISBN 978-2376280736)